# Jutta Schausten
Jutta Schausten, nach Heirat Jutta Deuschl (* 4. August 1973; † 19. Januar 2021), war eine deutsche Leichtgewichts-Ruderin.

## Sportliche Karriere
Jutta Schausten ruderte für die Mülheimer Ruder-Gesellschaft, sie war die Tochter des langjährigen Vorsitzenden dieses Vereins. Beim Deutschen Meisterschaftsrudern wurde sie von 1992 bis 1995 dreimal Zweite und einmal Dritte im Leichtgewichts-Vierer ohne Steuerfrau. 1996 siegte der Vierer mit Jutta Schausten, Christiane Brand, Janet Radünzel und Gunda Reimers.
Jutta Schausten gewann ihre einzige internationale Medaille 1995 bei den Weltmeisterschaften in Tampere. Der deutsche Leichtgewichts-Vierer ohne Steuerfrau mit Gunda Reimers, Janet Radünzel, Jutta Schausten und Gaby Schulz belegte den dritten Platz hinter den Booten aus den Vereinigten Staaten und aus dem Vereinigten Königreich. Im Jahr darauf belegte Schausten mit dem Vierer den sechsten Platz bei den Weltmeisterschaften in Glasgow. 1997 trat sie bei den Weltmeisterschaften in Frankreich mit Cora Zillich im Leichtgewichts-Zweier ohne Steuerfrau an, die beiden erreichten den fünften Platz.
Jutta Schausten zog aus beruflichen Gründen nach München und arbeitete bei einer Public-Relations-Agentur. In München ruderte sie für den Münchener Ruder-Club von 1880 in der Bundesliga. 2010 heiratete sie. Im Ehrenamt übernahm sie ab 2012 die Öffentlichkeitsarbeit für den Münchener Regatta-Verein. Jutta Deuschl starb im Alter von 47 Jahren.